# Монтефорте д’Алпоне
Монтефорте д'Алпоне (итал. Monteforte d'Alpone) је насеље у Италији у округу Верона, региону Венето.
Према процени из 2011. у насељу је живело 5235 становника. Насеље се налази на надморској висини од 33 м.

## Становништво
Према резултатима пописа становништва 2011. у општини је живело 8.410 становника.
| 1931. | 1936. | 1951. | 1961. | 1971. | 1981. | 1991. | 2001. | 2011. |
| ----- | ----- | ----- | ----- | ----- | ----- | ----- | ----- | ----- |
| 6.283 | 6.193 | 6.392 | 6.067 | 5.921 | 6.263 | 6.646 | 7.065 | 8.410 |